# Juan Santiago Zurano Jerez
Juan Santiago Zurano Jerez   (Llorca, 1 de setembre de 1948) és un ciclista espanyol, ja retirat, que fou professional entre 1971 i 1976. En el seu palmarès destaca una victòria d'etapa a la Volta a Espanya de 1973. El 2018 la seva vila nadiua posà el seu nom a un nou pavelló poliesportiu.

## Palmarès
- 1969
  - 1r a la Volta a Segòvia
- 1971
  - Vencedor d'una etapa a la Volta a Astúries
  - Vencedor de 2 etapes a la Volta a Menorca
- 1972
  - Vencedor de 2 etapes a la Volta a Portugal
  - Vencedor d'una etapa a la Volta a les Valls Mineres
  - Vencedor d'una etapa a la Volta a Astúries
  - Vencedor d'una etapa a la Volta a Mallorca
- 1973
  - Vencedor d'una etapa a la Volta a Espanya
  - Vencedor d'una etapa a la Volta a Portugal
  - Vencedor d'una etapa a la Volta a Astúries
  - Vencedor d'una etapa a la Volta a Llevant

### Resultats al Tour de França
- 1973. Abandona (8a etapa)
- 1974. 14è de la classificació general
- 1975. Abandona (10a etapa)

### Resultats a la Volta a Espanya
- 1971. 42è de la classificació general
- 1972. 17è de la classificació general
- 1973. 16è de la classificació general. Vencedor d'una etapa
- 1974. 19è de la classificació general